# علوم رادیویی
علوم رادیویی یک ژورنال علمی داوری همتا فصلی است که توسط وایلی-بلک‌ول از سوی اتحادیه ژئوفیزیک آمریکا چاپ می‌شود. پشتیبان مالی دیگر این ژورنال انجمن بین‌المللی علوم رادیویی است. این ژورنال، دارای پژوهش‌های علمی تازه درباره پخش امواج الکترومغناطیس بسامدهای رادیویی و کاربردهای آن است. هدف و تمرکز آن به این شرح است:

پژوهش‌ها در زمینه فناوری‌های اندازه‌گیری، مدل‌سازی، و پیش‌بینی مربوط به میدان‌ها و امواج، شامل آنتن، سیگنال، سامانه، محیط زمینی و فضای بیرونی، و مشکلات پخش رادیویی در اخترشناسی رادیویی از موضوعات مورد پذیرش این ژورنال هستند. پژوهش‌ها ممکن است درباره نفوذ به، تعامل با، و دوری‌سنجی ساختارها، واسطه‌های ژئوفیزیکی، پلاسما، مواد و همچنین کاربرد روشهای الکترومغناطیسی بسامد رادیویی برای دوری‌سنجی زمین و دیگر سیاره‌های سامانه خورشیدی باشند.

شماره‌های بیرون آمده بین سال‌های ۱۹۶۶ (میلادی) تا ۱۹۶۸ (میلادی) توسط اداره خدمات علمی محیطی چاپ می‌شدند. این اداره، پیشگام اداره ملی اقیانوسی و جوی بود که با همکاری انجمن بین‌المللی علوم رادیویی کمیته ملی ایالات متحده همکاری می‌کرد. بنابراین این اداره‌ها برای ناشر کنونی در دسترس نیستند.